# ترسانة الإسكندرية
شركة ترسانة الإسكندرية هي إحدى الشركات التابعة لجهاز الصناعات والخدمات البحرية. تعد شركة ترسانة الإسكندرية واحدة من كبرى قلاع الصناعات الثقيلة ورائدة صناعة بناء وإصلاح السفن بمصر والشرق الأوسط. وقد أنشئت عام 1960 داخل المنطقة الحرة لميناء الإسكندرية بمدينة الإسكندرية، تقع الترسانة في قلب الخطوط الملاحية المتجهة من وإلى الشرق الأقصى فهي تقع في جنوب البحر الأبيض المتوسط داخل الميناء الغربي بمرفأ الإسكندرية.

## رؤساء الشركة
- لواء بحري مهندس / حسام الدين عزت قطب.
- لواء بحري مهندس / أحمد مرسي.
- لواء بحري مهندس / أسامة فتحي حسن.
- لواء بحري مهندس/ عبد الحميد حسين عصمت.
- لواء بحري مهندس / مجدي أمين أبو كليلة.
- لواء بحري مهندس / سليمان إبراهيم الشحات.
- لواء بحري مهندس / إبراهيم جابر الدسوقي.
- لواء بحري مهندس / حسين محمد صنارة.
- مهندس / أحمد محمد الأعرج.
- مهندس / عادل عبد الجواد.
- مهندس / توكل المغربي.
- مهندس / محمود صلاح الدين.
- مهندس / أحمد فاروق عبد المنعم.
- مهندس / حسن السيد.
- مهندس / محمد عبد الحميد حسين.
- لواء بحري مهندس / أحمد إحسان مدكور.
- مهندس / أحمد محمد عفت.
- لواء بحري مهندس / أحمد إحسان مدكور.[2]

## وصلات خارجية
- الموقع الرسمي للشركة.
- الصفحة الرسمية للشركة على موقع فيس بوك